# Sojuz TMA-1
Sojuz TMA-1 (Союз ТМА-1) – rosyjska załogowa misja kosmiczna, stanowiąca piątą wizytę pojazdu Sojuz na pokładzie Międzynarodowej Stacji Kosmicznej i pierwszy lot jej najnowszej wersji, Sojuz-TMA.
Początkowo lot miał mieć na celu wyłącznie dostarczenie na pokład stacji świeżej kapsuły Sojuz służącej na stacji za statek ratunkowy. Misję miała wykonać załoga dwuosobowa, jednak w lutym 2002 doniesiono, że lotem i tygodniową wizytą na pokładzie stacji zainteresowany jest amerykański muzyk Lance Bass. Na skutek niewypełnienia przez organizatorów jego lotu warunków kontraktu szkolenie Bassa przerwano we wrześniu 2002, a jego miejsce na pokładzie zajął rosyjski kosmonauta Jurij Łonczakow.